# Подравље
Подравље је насељено место у саставу града Осијека, у Осјечко-барањској жупанији, Република Хрватска.

## Историја
До територијалне реорганизације у Хрватској налазило се у саставу старе општине Осијек.

## Становништво
На попису становништва 2011. године, Подравље је имало 357 становника.

## Попис 1991.
На попису становништва 1991. године, насељено место Подравље је имало 467 становника, следећег националног састава:
| Попис 1991.‍  | Попис 1991.‍  | Попис 1991.‍ | Попис 1991.‍ | Попис 1991.‍ |
| ------------ | ------------ | ----------- | ----------- | ----------- |
|              |              |             |             |             |
| Хрвати       | Хрвати       |             | 330         | 70,66%      |
| Срби         | Срби         |             | 68          | 14,56%      |
| Мађари       | Мађари       |             | 17          | 3,64%       |
| Југословени  | Југословени  |             | 13          | 2,78%       |
| Роми         | Роми         |             | 11          | 2,35%       |
| Албанци      | Албанци      |             | 2           | 0,42%       |
| Муслимани    | Муслимани    |             | 2           | 0,42%       |
| Немци        | Немци        |             | 2           | 0,42%       |
| Словенци     | Словенци     |             | 2           | 0,42%       |
| Бугари       | Бугари       |             | 1           | 0,21%       |
| Македонци    | Македонци    |             | 1           | 0,21%       |
| Црногорци    | Црногорци    |             | 1           | 0,21%       |
| неопредељени | неопредељени |             | 7           | 1,49%       |
| регион. опр. | регион. опр. |             | 1           | 0,21%       |
| непознато    | непознато    |             | 9           | 1,92%       |
| укупно: 467  |              |             |             |             |